# Upphärad
Upphärad est une localité de Suède située dans la commune de Trollhättan du comté de Västra Götaland. Elle couvre une superficie de 0,59 km2. En 2010, elle compte 588 habitants.